# Bellevalia salah-eidii
Bellevalia salah-eidii är en sparrisväxtart som beskrevs av Tackh. och Loutfy Boulos. Bellevalia salah-eidii ingår i släktet Bellevalia och familjen sparrisväxter. Inga underarter finns listade i Catalogue of Life.